# Poema èpic de Manas
El Poema de Manas és el gran poema èpic de tradició oral del poble kirguís. És molt extens (vint cops més llarg que l'Odissea i la Ilíada juntes) i explica les peripècies de l'heroi Manas i els seus descendents i seguidors. Té com a nucli central les batalles contra els seus enemics Kitay i Kalma.

## Datació
Es desconeix la data precisa en què es va originar, però les primeres referències del poema daten de principis del s. XV i la seva primera versió escrita data de l'any 1885. Existeixen 65 versions escrites de parts del poema. La versió de Samimbai Orozbakov, traduïda a l'anglès per Walter May, va ser publicada l'any 1995 en el suposat 1.000è aniversari del naixement de Manas.

## Elsmanaschi
És recitat freqüentment a les festes tradicionals per especialistes anomenats manaschi i ho fan sota una cadència melòdica determinada i sense acompanyament d'instruments musicals. Aquests recitadors són cridats a exercir com a manaschi per un somni en què se’ls apareix Manas o altres personatges èpics. Si no responen a la petició d'exercir aquest rol poden caure malalts o esdevenir mutilats.
Al Kirguizstan hi ha molts manaschi que assoleixen la condició de gran manaschi en ser capaços de recitar de memòria els 3 episodis referents als contes de Manas: els contes de Semetei, fill de Manas, i els contes Seitek, net de Manas. Grans manaschis del segle XX són: Sagimbai Orozbakov, Sayakbai Karalaev, Shaabai Azizov, Kaba Atabekov, Seidene Moldokova i Yusup Mamai. Alguns viatgen fora del país per transmetre la seva cultura.

## Mausoleu de l'heroi
Es considera que Manas va ser enterrat a les muntanyes d'Ala Too, al nord-est del Kirguizstan (Taraz Alatau). El mausoleu, a uns 40 km a l'est de la ciutat de Talas, és una destinació popular per als viatgers, així com les curses tradicionals de cavalls que es fan cada estiu en aquest indret des de l'any 1995. El mausoleu té una inscripció que fa referència a la filla de l'emir Abuka. La llegenda diu que la viuda de Manas el va fer escriure per desorientar els enemics dels seu marit i els profanadors de tombes. L'edifici és conegut com el "Ghumbez de Manas" i probablement va ser construït l'any 1334. A la planta baixa hi ha un museu dedicat a Manas i la seva llegenda.

## Empremta
Molts llocs al Kirguizstan porten el nom de Manas, inclòs l'aeroport internacional de Bixkek. Un planeta menor descobert per l'astrònom soviètic Nikolai Stepànovitx Txernikh l'any 1979 porta també el nom del poema èpic.